# Franz Brunner
Franz Brunner (Viena, 21 de março de 1913 - 22 de dezembro de 1991) foi um handebolista de campo austríaco, medalhista olímpico.
Fez parte do elenco vice-campeão olímpico de handebol de campo nas Olimpíadas de Berlim de 1936, atuando em duas partidas.